# 成瀬敦
成瀬 敦（なるせ あつし、1956年〈昭和31年〉12月2日 - ）は、日本の政治家。愛知県幸田町長（第9代）。

## 来歴
愛知県額田郡幸田町鷲田区出身。父は名古屋鉄道の現場職員で、幸田町立幸田小学校、幸田町立幸田中学校、愛知県立幸田高等学校を経て、1979年（昭和54年）3月、立命館大学経済学部を卒業。同年4月、幸田町役場に入庁。入庁後、畜産や園芸などを担当したほか、総務企画部門、総務課、企画課、土地改良課などに配属され、総務部総務防災課長などを務めた。2010年（平成22年）9月10日、幸田町副町長に選任。副町長として大須賀一誠町長の元で町政を支えた。2014年（平成26年）9月10日、幸田町副町長に再任。
2018年（平成30年）4月4日、大須賀町長が胸部大動脈瘤のため死去。翌4月5日から幸田町長職務代理者を務め、4月30日に退職。大須賀町長死去に伴う同年5月20日告示の幸田町長選挙に出馬し、無投票で初当選。
2022年（令和4年）5月15日投開票の自身の任期満了に伴う幸田町長選挙に出馬し、防災・減災対策、子育てや介護への支援拡充、観光振興などを訴え、無所属新人で歌手の滝沢のぼる、諸派新人でITコンサルタントの須沢秀人を破り再選。
※当日有権者数：32,756人 最終投票率：42.68%（前回比：（無投票）pts）
| 候補者名   | 年齢 | 所属党派 | 新旧別 | 得票数   | 得票率 | 推薦・支持 |
| ---------- | ---- | -------- | ------ | -------- | ------ | ---------- |
| 成瀬敦     | 65   | 無所属   | 現     | 12,094票 | 88.39% |            |
| 滝沢のぼる | 64   | 無所属   | 新     | 1,238票  | 9.05%  |            |
| 須沢秀人   | 68   | 海賊党   | 新     | 350票    | 2.56%  |            |